# Björn der Alte

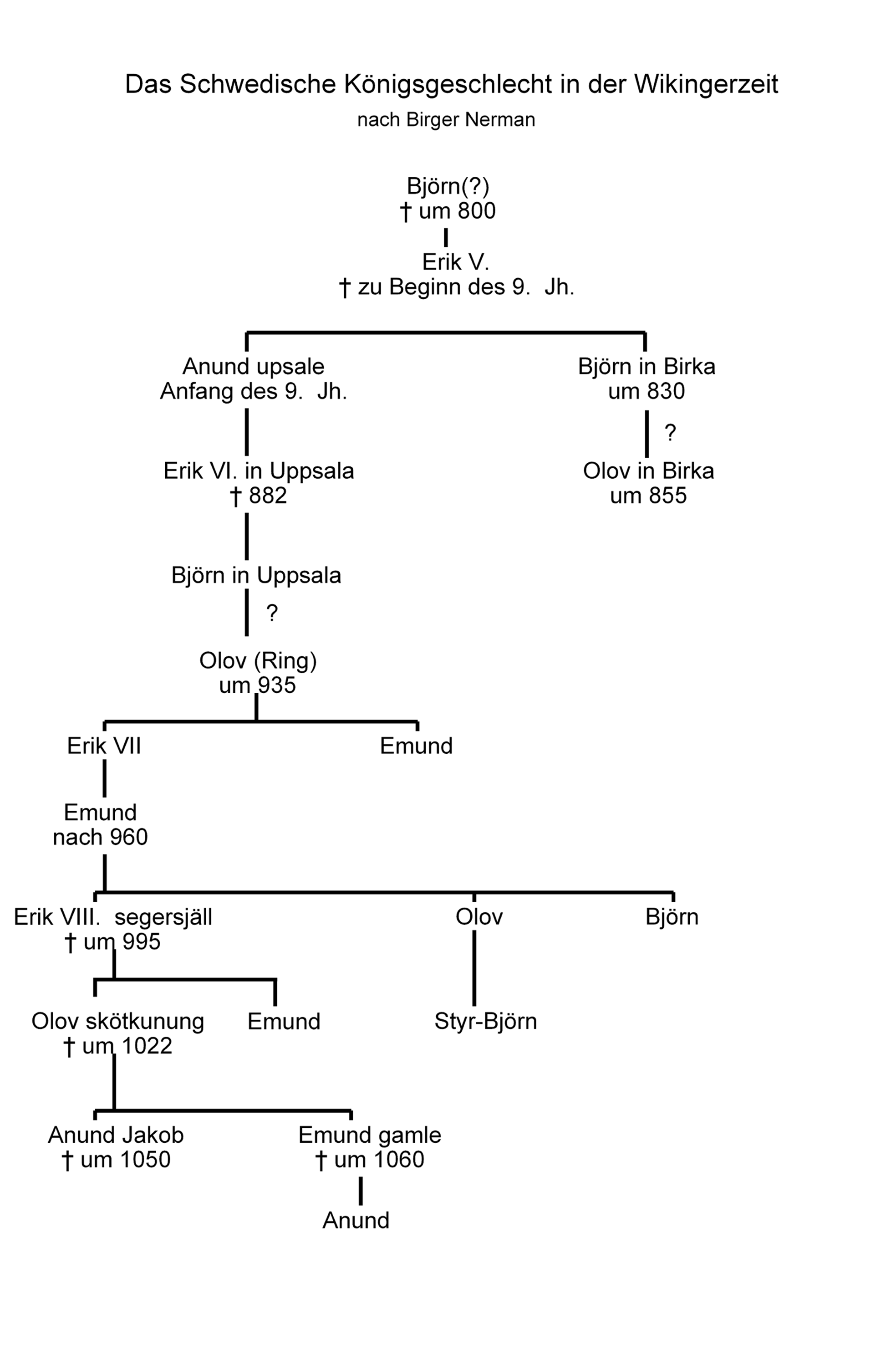
Stammbaum mit Emund Eriksson anstelle von Björn Eriksson

Björn der Alte, auch Björn Eriksson, war nach der Hervarar-Saga um 900 bis 950 König von Schweden und Vater von Olof II. Björnsson und Erik Segersäll. Björns historische Existenz ist umstritten. Deshalb wird er zu den sogenannten Sagenkönigen gerechnet.

## Hintergrund
Björn oder Emund Eriksson regierte nach den Sagas vermutlich von 882 bis 932 über das Volk Schwedens. Er war nach der Hervarar Saga und der Saga von Harald Schönhaar (Haralds saga hárfagra) der Sohn von Erik. Nach diesen Berichten lebte Erik in Uppsala und sein Sohn Björn regierte das Reich lange Zeit. Dieser hatte zwei Söhne die Erik der Siegreiche und Olof hießen.
Adam von Bremen gibt anstelle von Björn Emund Eriksson als König an. Es spricht jedoch nichts dagegen, dass beide gleichzeitig Regenten waren, da es zu jener Zeit wohl ein System der Coherrschaft (Doppelherrschaft) gegeben hat. Der Name Björn bedeutet auf Schwedisch Bär.
Die Landnámabók von Ari Þorgilsson gibt Björn neben seinem Vater Erik als König von Schweden zur Zeit der isländischen Landnahme zwischen 870 und 930 an, wobei sein Großvater Eymund war.